# Хербард VIII фон Ауершперг
Хербард VIII (Хервард VIII) фон Ауершперг (на немски: Herbard VIII von Auersperg; Herward VIII Freiherr von Auersperg; Herbard XI Freiherr von und zu Auersperg; на словенски: Herbard VIII Turjaški) е австрийски благородник, фрайхер от фамилията Ауершперг. Той има големи заслуги като ландес-хауптман на Карниола, 1557 – 1575 г. като главен вице-командир на хърватската и словенската военна граница и 1569 г. като генерал и главен командир на цялата хърватско-турска граница.

## Биография
Роден е на 15 юни 1528 година във Виена, Хабсбургска монархия. Той е син на рицар Траян/Троян I фон Ауершперг (* 24 октомври 1495, Туриак; † 8 септември 1541, Виена) и съпругата му Анна Егкх цу Нойбург (1502 – 1544), дъщеря на Георг фон Егкх фон Хунгершпах-Нойбург. Внук е на Панкрац II фон Ауершперг (* 1441; † 16 април 1496) и Анна Франгепан (* ок. 1458; † 1498). Правнук е на Енгелхард I фон Ауершперг (* 1404; † 1466) и Схоластика фон Кьонигсберг († 1466). Праправнук е на Диполд фон Ауершперг (* 1362; † 12 октомври 1428) и съпругата му Урсула фон Лихтенег. Потомък е на Манхалм III фон Ауершперг († 1385) и Анна фон Катценщайн († сл. 1386) и на Хербард II (Хервард II) фон Ауершперг († 1304), рицар, и съпругата му Елизабет фон Винден, и на Хербард I фон Ауершперг († 1283) и съпругата му Анна фон Райфенберг.
Хербард VIII фон Ауершперг учи във Виена и след това става паж на княжеския двор в Клеве, където става евагелист. Той започва военна кариера. Придобива забележителна репутация на генерал, който се бори срещу турците (битка при Нови град през 1566 г.), и е изключително способен администратор. През 1550 г. е повишен в наследствен ранг на барон на империята.
Хербард VIII фон Ауершперг е убит на 47 години в битката при Будашки (Хърватия) на 22 септември 1575 г. срещу Ферхат бей, пашата на Босна. В тази катастрофална битка всички офицери от императорската армия под командването на Хервард са били убити или пленени от врага.
Чрез решението на император Франц Йозеф I от 28 февруари 1863 х. Хербард VIII фон Ауершперг е в списъка на най-известните военни князе и генерали и през 1868 г. се поставя негова статуя във Фелдхеренхале на новооткрития императорски музей за дворцови оръжия във Виена.

## Фамилия
Хербард VIII фон Ауершперг се жени на 16 октомври 1549 г. в Тренто за фрайин Мария Кристина фон Шпаур и Фалфон († 1575), дъщеря на фрайхер Улрих фон Шпаур и Фалфон (1495 – 1549) и баронеса Катарина ди Мадруцо († 1551/1575). Съпругата му е далечна роднина на папа Пий IV († 1565), и сестра на епископите на Бриксен Йохан Томас фон Шпаур († 25 февруари 1591) и Кристоф Андреас фон Шпаур († 10 януари 1613). Те имат четири деца:
- Кристоф II фон Ауершперг (* 27 октомври 1550, Туриак; † 14 май 1592, Любляна), фрайхер, женен I. на 4 октомври 1573 Анна фон Малтцан († 29 декември 1583, Вроцлав), II. на 12 февруари 1589 г. в Любляна за фрайин Елизабет фон Танхаузен († 1589); баща от първия брак на Дитрих II фон Ауершперг (1578 – 1634), от 16 септември 1630 г. граф на Ауершперг; От Кристоф II произлизат също и князете фон Ауершперг
- Волф/Волфганг Енгелберт фон Ауершперг (* 29 май 1552; † 1590), фрайхер, участва с баща си в битката при Будатчки; женен от 1589 г. за Елизабет фон Ауершперг
- Троян/Траян фон Ауершперг (* ок. 1554; † 1569)
- Йохан Томас фон Ауершперг (* 1556; † млад)

Синовете му следват в Тюбинген и в Падуа. За освобождаването на синът му Волф Енгелбрехт (1552 – 1590), който в битката при Будатчки през 1575 г. попада в турски плен, се застъпва дори ерцхерцог Карл с писмо до папа Григорий XIII. През 1577 г. Волф Енгелбрехт се връща в Крайна, където продължава военната си кариера.
Внукът му Дитрих II фон Ауершперг (1578 – 1634) става на 16 септември 1630 г. граф на Ауершперг.